# 138 Tolosa
138 Tolosa este un asteroid din centura principală, descoperit pe 19 mai 1874, de Joseph Perrotin.